# Edino Steele
Edino Steele (ur. 6 stycznia 1987) – jamajski lekkoatleta specjalizujący się w biegach sprinterskich.
Srebrny medalista halowych mistrzostw globu w Walencji (2008). W 2013 wszedł w skład jamajskiej sztafety 4 × 400 metrów, która zdobyła srebro podczas mistrzostw świata w Moskwie. Brązowy medalista biegu rozstawnego podczas halowych mistrzostw świata w Sopocie (2014).

## Osiągnięcia
| Rok  | Impreza                                           | Miejsce        | Konkurencja             | Lokata     | Wynik   |
| ---- | ------------------------------------------------- | -------------- | ----------------------- | ---------- | ------- |
| 2006 | Mistrzostwa Ameryki Środkowej i Karaibów juniorów | Port-of-Spain  | bieg na 400 metrów      | 3. miejsce | 46,29   |
| 2006 | Mistrzostwa Ameryki Środkowej i Karaibów juniorów | Port-of-Spain  | sztafeta 4 × 400 metrów | 1. miejsce | 3:06,99 |
| 2006 | Mistrzostwa świata juniorów                       | Pekin          | bieg na 400 metrów      | 5. miejsce | 46,42   |
| 2006 | Mistrzostwa świata juniorów                       | Pekin          | sztafeta 4 × 400 metrów | 6. miejsce | 3:08,28 |
| 2007 | Igrzyska panamerykańskie                          | Rio de Janeiro | bieg na 400 metrów      | eliminacje | 47,12   |
| 2007 | Igrzyska panamerykańskie                          | Rio de Janeiro | sztafeta 4 × 400 metrów | 5. miejsce | 3:04,15 |
| 2008 | Halowe mistrzostwa świata                         | Walencja       | bieg na 400 metrów      | eliminacje | 47,51   |
| 2008 | Halowe mistrzostwa świata                         | Walencja       | sztafeta 4 × 400 metrów | 2. miejsce | 3:07,69 |
| 2010 | Halowe mistrzostwa świata                         | Doha           | bieg na 400 metrów      | półfinał   | 46,84   |
| 2010 | Halowe mistrzostwa świata                         | Doha           | sztafeta 4 × 400 metrów | –          | DNF     |
| 2013 | Mistrzostwa świata                                | Moskwa         | sztafeta 4 × 400 metrów | 2. miejsce | 2:59,88 |
| 2014 | Halowe mistrzostwa świata                         | Sopot          | bieg na 400 metrów      | półfinał   | DQ      |
| 2014 | Halowe mistrzostwa świata                         | Sopot          | sztafeta 4 × 400 metrów | 3. miejsce | 3:03,69 |
| 2014 | Igrzyska Wspólnoty Narodów                        | Glasgow        | sztafeta 4 × 400 metrów | 4. miejsce | 3:02,17 |

## Rekordy życiowe
- Bieg na 100 metrów – 10,39 (2012)
- Bieg na 200 metrów – 20,39 (2013)
- Bieg na 400 metrów (stadion) – 45,19 (2015)
- Bieg na 400 metrów (hala) – 46,00 (2014)